# 伊藤眞 (外交官)
伊藤 眞（いとう まこと、1956年12月17日 - ）は、日本の外交官。外務省大臣官房調査官や、デンバー総領事を経て、2017年（平成29年）4月17日からアルバニア駐箚特命全権大使。2020年（令和2年）10月16日から2022年（令和4年）12月9日にかけてボスニア・ヘルツェゴビナ駐箚特命全権大使。

## 経歴・人物
東京都出身。東京外国語大学卒業後、1978年外務省入省。2002年から国際協力局国際緊急援助室首席事務官を務め、2003年にアルジェリア大地震が発生した際は、アルジェリアにおける地震災害に対する国際緊急援助隊専門家チーム団長として、現地で調査・復旧活動などにあたった。
2004年在ルーマニア日本国大使館次席参事官。2008年在ギリシャ日本国大使館次席参事官。2011年大臣官房人事課企画官。2013年大臣官房調査官。2015年デンバー総領事。2017年から常駐としては初代となるアルバニア駐箚特命全権大使を務めた。2020年ボスニア・ヘルツェゴビナ駐箚特命全権大使。2022年12月9日、ボスニア・ヘルツェゴビナ駐箚特命全権大使を依願辞職。